# Nina Bawden
Nina Mary Bawden CBE (* 19. Januar 1925 als Nina Mary Mabey in London; † 22. August 2012 ebenda) war eine britische Schriftstellerin.

## Leben
Bawden wuchs in Ilford in einer ziemlich hässlichen Wohnsiedlung auf, die [ihre] Mutter verachtete („a rather nasty housing estate that [her] mother despised“).  Ihre Mutter war Lehrerin und ihr Vater Ingenieur bei der Marine.
Als der Zweite Weltkrieg begann, verbrachte sie ihre Schulferien zusammen mit ihrer Mutter und ihren Brüdern auf einer Farm in Shropshire, lebte aber während ihrer Schulzeit in Aberdare, South Wales.
Sie besuchte von 1943 bis 1946 das Somerville College, Teil der Universität Oxford, wo sie einen Abschluss in Philosophie, Politik und Wirtschaft ablegte.
Ihre Bücher umfassen Hörst du, es ist ganz nah (Carrie’s War), Das Pfefferminzschweinchen (Peppermint Pig), und Die Hexentochter (The Witch’s Daughter). Eine große Zahl ihrer Werke wurde vom Kinderprogramm der BBC verfilmt und viele sind in verschiedene Sprachen übersetzt worden.

### Privatleben
1946 heiratete sie ihren ersten Ehemann Harry Bawden, mit dem sie zwei Söhne bekam und von dem sie 1954 geschieden wurde.
Nina heiratete 1954 ihren zweiten Ehemann Austen Kark, mit dem sie eine Tochter bekam. Er wurde 2002 beim Potters-Bar-Eisenbahnunfall getötet, während sie schwer verletzt überlebte. Nina Bawden lebte abwechselnd in London und Nauplion, Griechenland.

## Bibliographie
- Der mit dem Pferdefuss, Lucas Cranach Verlag, München, 1959 (Devil by the Sea, 1958)
- Eine Miss mit kleinen Fehlern, Benziger, Einsiedeln, 1966 (Just like a lady, 1960)
- Der Geheimgang, Benziger, Einsiedeln, Zürich, Köln, 1965; ISBN 3-473-39194-8 (The Secret Passage, 1963)
- Schildkröte bei Kerzenlicht (Tortoise By Candlelight, 1963)
- Auf der Flucht (On the Run, 1964)
- Schwarzer Mann, Limes, München, 1996, ISBN 3-423-12633-7 (Under the Skin, 1964)
- Mit Liebe und Geduld, Benziger, Zürich; Einsiedeln; Köln, 1968, ISBN 3-88345-031-6, übersetzt von Till Schlenk (A little Love, a Little Learning, 1965)
- Die Schimmelbande und ihre Feinde, Benziger, 1970 (The White Horse Gang, 1966)
- Die Hexentochter (The Witch’s Daughter, 1966), ISBN 0-14-030407-X
- Bei Gefahr dreimal pfeifen, Benziger, 1972, ISBN 3-453-54179-0 (A Handful of Thieves, 1967)
- Eine Frau in meinen Jahren, Schröder, Hamburg/Düsseldorf 1970, ISBN 3-423-08415-4, übersetzt von Monika Wiethoff (A Woman of My Age, 1967)
  - als Taschenbuch: Deutscher Taschenbuch Verlag, München 1993, ISBN 3-423-08415-4
- Die Saat der Wahrheit (The Grain of Truth, 1968)
- Drei auf der Flucht (Three on the Run, 1968)
- Versteck' dich, sie kommen, Benziger, Zürich, Köln, 1972, ISBN 3-453-54200-2 (The Runaway Summer, 1969)
- Unter einem Dach, Benziger, 1973, ISBN 3-404-00444-2, übersetzt von Inge M. Artl (The Birds on the Trees, 1970)
- Squib (1971)
- Hörst du, es ist ganz nah, Benziger, Zürich, Köln, 1976, ISBN 3-545-32114-2, übersetzt von Inka Steiger-von Muralt (Carrie’s War, 1973)
- George Beneath a Paper Moon, 1974
- Das Pfefferminzschweinchen, ISBN 3-453-54227-4 (The Peppermint Pig, 1975)
- Nachmittag einer guten Frau (Afternoon of a Good Woman, 1976)
- Verhängnisvolles Schweigen (Ullstein Taschenbücher-Verl.) (The Solitary Child, 1976)
- Rebell auf einem Felsen (Rebel on a Rock, 1978)
- Familienleidenschaften (Familiar Passions, 1979)
- Die Räuber (The Robbers, 1979)
- Besuch bei Freunden, ISBN 3-423-11635-8 (Walking Naked, 1981)
- Wilhelm Tell, Orell Füssli, Zürich, 1981, ISBN 3-280-01315-1 (William Tell, 1981)
- Kept in the Dark (1982)
- Das Eishaus, dtv, 1996, ISBN 3-423-12177-7, übersetzt von Claudia Rackwitz (The Ice House, 1983)
- Sankt Franziskus von Assisi (Saint Francis of Assisi, 1983)
- The Finding (1985)
- On the Edge (1985)
- Prinzessin Alice (Princess Alice, 1985)
- Kunst der Täuschung, ISBN 3-423-11908-X (Circles of Deceit, 1987)
- Henry (1988)
- Keeping Henry (1988)
- Die versteckte Fotografie (The Outside Child, 1989)
- Ein Haus mit Garten, dtv, 1997, ISBN 3-423-24103-9, übersetzt von Mechtild Sandberg-Ciletti (The House of Secrets, 1992)
- Humbug (1992)
- Der wahre Plato Jones (The Real Plato Jones, 1993)
- In meiner eigenen Zeit: Fast eine Autobiografie (In My Own Time: Almost an Autobiography, 1994)
- Anna Apparent (1995)
- Granny the Pag (1995)
- Griechischer Kaffee, dtv, 1999, ISBN 3-423-24156-X, übersetzt von Mechtild Sandberg-Ciletti (A Nice Change, 1997)
- Off the Road (1998)
- Someone at a Distance (1999)
- The Ruffian on the Stair (2001)
- Dear Austen (2005)

## Auszeichnungen
- 1976: Guardian Children’s Fiction Prize für Das Pfefferminzschweinchen (The Peppermint Pig)
- 1993: Phoenix Award für Hörst du, es ist ganz nah (Carrie’s War)
- 1995: nominiert für den W H Smith Mind Boggling Books Award – Der wahre Plato Jones (The Real Plato Jones)
- 1996: nominiert für die Carnegie Medal für Granny the Pag
- 2010: nominiert für den Lost Man Booker Prize für Unter einem Dach (The Birds on the Trees)